# Melasina energa
Melasina energa är en fjärilsart som beskrevs av Edward Meyrick 1905. Melasina energa ingår i släktet Melasina och familjen säckspinnare. Inga underarter finns listade i Catalogue of Life.